# 新知 (杂志)
《新知》是一册2013年由生活·读书·新知三联书店创刊的文学刊物，2017年休刊，共出版三期试刊号，19期正刊，首任主编为苗炜。